# Злетово
Злетово (на македонска литературна норма: Злетово) е село в община Пробищип, Северна Македония. Селото е известно с минното дело и се намира между градовете Щип и Кочани. Близо до Злетово се намира село Лесново и известният Лесновски манастир. Край Злетово са разположени и два метоха на Лесновския манастир - Злетовският и Зеленградският манастир.

## География
Землището на Злетово е 10,4 км2, от които земеделската площ е 915 хектара – 331 хектари обработваема земя, 491 хектара пасища и 143 хектара гори.

## Етимология
Според „Българския етимологичен речник“ етимологията на името е от личното име *Злѧта, развито от личното име Зълъ и наставката -ѧта. Сравними са личното име Милета < Милѧта, местното име Болетино от личното име Болета < Болѧта (сравнимо е руското местно име Болята).

## История
На половин километър източно над Злетово е античната и средновековна крепост Градище.
Злетово е споменато за пръв път в 1019 година (τήν Σύλετοβάν) като част от Моровиздската епархия на Охридската архиепископия. В 1330 година е споменато като въ хорѣ злѧтовстѣи, а в 1353 година е споменато като вь земли слѧтовскои. Селото се споменава като Злетово в грамота на Иван и Константин Драгаш, датирана около 1378 година. В 1558 година е спомената река Злетовщица (на Злетовштице).
Църквата „Успение Богородично“ е вероятно от първата половина на XVI век.
Според статистиката на Васил Кънчов („Македония. Етнография и статистика“) към 1900 година в Злетово живеят 670 българи-християни, 230 турци и 20 цигани. Според секретен доклад на българското консулство в Скопие 13 къщи в селото през 1892 година признават Цариградската патриаршия.
В началото на XX век Злетово е разделено в конфесионално отношение, като по-голямата част е под върховенството на Българската екзархия. Според патриаршеския митрополит Фирмилиан в 1902 година в Злетово има 19 сръбски патриаршистки къщи. По данни на секретаря на екзархията Димитър Мишев („La Macédoine et sa Population Chrétienne“) в 1905 година в селото има 776 българи екзархисти и 184 патриаршисти сърбомани и функционират българско и сръбско училище.
Гробищната еднокорабна църква с по-скромни размери „Свети Илия“ е издигната в 1911 година, на южната страна от гробищата на рида Илиица. Църквата е изградена от сърбоманската община в селото.
При избухването на Балканската война в 1912 година 14 души от Злетово са доброволци в Македоно-одринското опълчение.
По време на Междусъюзническата война сръбски четници изгарят Долна махала. По време на войната в селото са погребани 120 български военнослужещи. След войната Злетово попада в Сърбия, а по-късно – в Югославия.
По време на българското управление във Вардарска Македония в годините на Втората световна война, Димитър Алексиев Анастасов от Кратово е български кмет на Злетово от 13 август 1941 година до 24 април 1943 година. След това кмет е Григор Ал. Миладинов от Кратово (26 юни 1943 - 9 септември 1944).
Според преброяването от 2002 година в Злетово живеят 2477 жители (1262 мъже и 1215 жени), които живеят в 733 домакинства.

## Личности
Родени в Злетово
- Георги Димитров (1893 – 1922), деец на ВМРО, загинал в сражение със сръбски части на 8 юли 1922 година[15]
- Георги Леков (? – 1922), деец на ВМРО, заловен в сражение и застрелян от сръбските власти[15]
- Димитър Мойсеев Антонов (1879 – ?), капитан от Българската армия[16]
- Ефтим Михайлов, български революционер от ВМОРО, четник на Йордан Спасов на 2 пъти[17]
- Ибош чауш, турчин, деец на ВМОРО[18]
- Милан Генов (1877 – 1928), фармацевт, жертва на сръбските власти във Вардарска Македония
- Михаил Антонов, български художник[19]
- Михаил Д. Рударчев, български революционер от ВМОРО, четник на Кочо Цонков[20]
- Славчо Абазов (? – 1928), кратовски войвода на ВМРО
- Стоян Тарапуза (р. 1933), северномакедонски писател
- Тасе Милосов (1872 – 1908), кратовски войвода на ВМОРО

Починали в Злетово
- Боян Стефанов Пенчев, български военен деец, подпоручик, загинал през Междусъюзническа война[21]
- Боян Тенев Ковачев, български военен деец, подпоручик, загинал през Междусъюзническа война[21]
- Тодор Поптрайков Прокопиев, български военен деец, подпоручик, загинал през Междусъюзническа война[22]